# どきどきどうしようび
『どきどきどうしようび』は、1986年10月4日から1993年3月27日まで長野放送 (NBS) で放送された長野県ローカルの生ワイドバラエティ番組である。

## 概要
放送時間は毎週土曜日、17時から18時まで（ただし1989年3月時点では17時54分までの放送であった）。NBSスタジオから、観覧希望者を入れての公開生放送を実施していた。メイン司会には、番組終了まで一貫して水島裕を据えていた。
この番組は、FNS各局のローカル番組を紹介する特別番組『さんま・一機のその地方でしか見られない面白そうな番組を全国のみんなで楽しく見ちゃおうとする番組』シリーズで取り上げられたことがある。また、現在のNBSのローカル番組でメインを務める古参の同局アナウンサーは、この番組出演で人気と知名度が高まった者もおり、NBSアナウンサーの登竜門的番組でもあった。
NBS開局40周年企画の一環として、2009年5月16日放送の『土曜はこれダネッ!』の中で一日限りの「どきどきどうしようび」復活スペシャルが放送された。番組には、メイン司会者である水島裕と、お天気コーナーを担当していた伊藤お天気博士らがゲストとして出演し、「この道一番コンテスト」「サイフじゃんけん」「どきどきクイズ」など、かつての人気コーナーが放送当日のNBS局アナによって再現され、どきどきどうしようびの目玉企画「夕食マル生中継」も、西尾佳アナウンサーにより長野市内から中継された。また、水島から初代サブ司会者の「ナンシー北島」こと北島綾子の訃報が伝えられた（北島は2009年3月に死去）。

## 出演者
- 水島裕（メイン司会）
- 北島綾子（初代サブ司会、「ナンシー北島」名義で出演）
- 菊地秀之（初代サブ司会、「ザビエル菊地」名義で出演）
- 橘家豊蔵（夕食マル生中継初代リポーター、現在は橘家仲蔵を襲名）
- 上小牧忠道（夕食マル生中継2代目リポーターから、後にサブ司会へ昇格。水島には「おかみ」と呼ばれていた）
- 早川英治（夕食マル生中継3代目リポーター、「英ちゃん」と呼ばれていた）
- 千枝奈々
- 木村真樹子（アップルズ）
- 箕輪明美（アップルズ）

## 主なコーナー
- 夕食マル生中継
長野県内のある場所からの中継コーナー。リポーターが買い物カゴ一杯の食材を抱えて、民家に突撃し夕食を調理してもらい、味わう。番組内で何回か中継が挟まれ顛末が紹介される。場合によっては、夕食を調理してもらう承諾すら得られない回もあった。
- どきどきクイズ
- そら飛ぶクイズ
- おいらは成金ゲーム
- 青春のバカヤロー!
- 実況!バトルロイヤル
- この道一番コンテスト
- 歌をたずねて三千里
- ヒッチハイク劇場
- 財布ジャンケン
- 目指せ!ソウルオリンピック

## その他
不定期で、NBSスタジオから離れ、長野県内の学園祭会場などから生放送を行うことがあった。その場合、「出張大売出し」のタイトルが付くほか、イベントに合わせて放送時間を繰り上げ拡大することがあった。
水島は、番組出演のため、特急あさまに片道3時間・往復6時間以上乗車し、長野・東京間を往復していた。このことは、番組内でもネタになっており、当人も北陸新幹線（長野新幹線）の早期開業を望んでいた。しかし、長野新幹線開業以前に番組は終了してしまった。また、長時間の特急乗車と不定期の「出張大売出し」生放送の複合要因により、水島が番組を遅刻・欠席するという珍事も発生した（出張大売出しで放送時間が繰上変更になったにもかかわらず、水島自身が通常放送と勘違いして、通常と同じ時間帯の特急指定席に乗車するも、指定席には本来の指定席券を持っている客が存在し、その時切符を見て初めて乗車すべき特急列車は発車済だったと気付いたという事件）。
当番組とFM長野で放送されていた番組『サタデーときめきステーション』がよく比較されることがある。これは、両番組がほぼ同じ時間帯に放送されていたことに加え、サタデーときめきステーションのメインパーソナリティである日髙のり子が、水島と同じくアイドルから声優に転身した者同士であるという影響もある。